# Jamie Dornan
Pour les articles homonymes, voir Dornan.
James Dornan, dit Jamie Dornan, né le 1er mai 1982 à Holywood (Irlande du Nord), est un acteur, mannequin et musicien britannique.
Après une dizaine d'années de mannequinat, Jamie Dornan se consacre à sa carrière d'acteur. Il est connu pour ses rôles dans les séries télévisées Once Upon a Time (2011-2012) et The Fall (2013-2016). Il interprète au cinéma le rôle de Christian Grey dans le film Cinquante Nuances de Grey en 2015, et ses deux suites, sorties en 2017 et 2018.

## Biographie

### Jeunesse
James Peter Maxwell Dornan est né à Holywood, County Down, en Irlande du Nord, et a grandi dans les banlieues de Belfast. Il a deux grandes sœurs : Liesa, qui travaille pour Disney à Londres, et Jessica, une créatrice de mode à Falmouth, en Angleterre. Sa mère était infirmière. Son père, Jim, est un obstétricien et gynécologue qui a lui aussi envisagé de devenir acteur. Jamie Dornan a connu une enfance difficile : alors qu'il est âgé de 16 ans, sa mère Lorna meurt d'un cancer. Trois années plus tard, il perd quatre de ses meilleurs amis dans un accident de la route.
Il étudiait au Methodist College Belfast où il a fait du rugby et participé au département théâtre. Il est ensuite allé à Teesside University mais a laissé tomber pour partir à Londres et devenir acteur.

### Musique
Il fonde un groupe avec un ami appelé Sons of Jim dont quelques singles sortiront. Cependant, il préféra plus tard se consacrer à sa carrière de mannequin. Il sortira également un titre solo intitulé When I Go.

### Mannequinat
En 2002, il arrête ses études afin de devenir mannequin. Repéré par l'agence Select Model Management (en), il fait ses premières photos pour les magazines GQ et Attitude.
En 2004, il devient l'une des égéries de la marque Calvin Klein. En 2007, il pose pour les campagnes de Nicole Farhi (en) et de Massimo Dutti. Pour la saison printemps-été 2008, il pose pour Hugo Boss et Gap, quant à la saison automne-hiver, il pose pour Aquascutum (en) avec Gisele Bündchen et pour Armani Jeans.
Début 2009, il pose une fois de plus pour la pré-collection d'Aquascutum et pour Armani. Toujours un des visages de Calvin Klein, il pose pour la saison automne-hiver avec Eva Mendes ; puis avec Lara Stone, mannequin néerlandais pour le I D Magazine.
En 2010, il pose de nouveau avec Eva Mendes pour Calvin Klein mais également, entre autres, avec Natasha Poly pour Vogue Paris. En 2011, il pose pour de nombreux photographes pour les campagnes de Gap, Desigual et Hugo Boss, et pour le magazine Wonderland.
En 2013, il pose pour la marque Hogan en compagnie de Constance Jablonski avec comme décor la ville de Venise.

### Carrière d'acteur
En 2006, il joue dans le film Marie-Antoinette de Sofia Coppola, dans le rôle du comte Axel de Fersen, l'amant de Marie-Antoinette.
Début 2012, il pose pour le magazine ShortList Mode avant de se concentrer sur sa carrière d'acteur. Il obtient le rôle du shérif Graham dans la série américaine Once Upon a Time , ainsi que celui du tueur en série Paul Spector dans la série britannique The Fall. Durant l'été, il obtient le rôle principal du nouveau film du réalisateur belge Dominique Deruddere intitulé L'Amour à vol d'oiseau : il y interprète le rôle de Collin, un ambitieux homme d'affaires américain.
En octobre 2013, il est choisi pour incarner Christian Grey, dans l'adaptation cinématographique du bestseller Cinquante Nuances de Grey.

### Vie privée
De 2003 à 2005, il est en couple avec l'actrice britannique Keira Knightley. La carrière grandissante de l'actrice a joué un rôle prépondérant dans leur rupture.
En 2010, il rencontre la musicienne Amelia Warner, avec qui il se marie en 2013 et aura trois enfants.

## Filmographie

### Cinéma
- 2006 : Marie-Antoinette de Sofia Coppola : Axel von Fersen
- 2008 : Beyond the Rave de Matthias Hoene : Ed
- 2009 : Shadows in the Sun de David Rocksavage : Joe
- 2009 : X Returns de Ammo (court métrage) : X
- 2009 : Nice to Meet You de Will Garthwaite (court métrage) : The Young Man
- 2014 : L'amour à vol d'oiseau de Dominique Deruddere : Colin Evans
- 2015 : Cinquante Nuances de Grey (Fifty Shades Of Grey) de Sam Taylor-Wood : Christian Grey
- 2016 : Jadotville (The Siege of Jadotville) de Richie Smyth : commandant Patrick Quinlan
- 2016 : La 9e Vie de Louis Drax (The 9th Life of Louis Drax) d'Alexandre Aja : Dr Allan Pascal
- 2016 : Opération Anthropoid (Anthropoid) de Sean Ellis : Jan Kubiš
- 2017 : Cinquante Nuances plus sombres (Fifty Shades Darker) de James Foley : Christian Grey
- 2018 : Cinquante Nuances plus claires (Fifty Shades Freed) de James Foley : Christian Grey
- 2018 : Untogether de Emma Forrest : Nick
- 2018 : Private War (A Private War) de Matthew Heineman : Paul Conroy
- 2018 : Robin des Bois de Otto Bathurst : Will Scarlett
- 2019 : Love Again (Endings, Beginnings) de Drake Doremus : Jack
- 2019 : Synchronic de Justin Benson et Aaron Moorhead : Dennis
- 2020 : Amours irlandaises (Wild Mountain Thyme) de John Patrick Shanley : Anthony Reilly
- 2021 : Barb and Star Go to Vista Del Mar : Edgar
- 2021 : Belfast de Kenneth Branagh : Pa
- 2023 : Mystère à Venise (A Haunting in Venice) de Kenneth Branagh : Dr Leslie Ferrier
- 2023 : Agent Stone (Heart of Stone) de Tom Harper : Parker

### Télévision
- 2011 - 2012 : Once Upon a Time : Shérif Graham / Le Chasseur (saisons 1 et 2, 9 épisodes)
- 2013 - 2016 : The Fall : Paul Spector (17 épisodes)
- 2014 : New World : Abe Goffe (4 épisodes)
- 2018 : My Dinner with Hervé : Danny Tate (téléfilm)
- 2018 : Death and Nightingales : Liam Ward (3 épisodes)
- 2022 : The Tourist : L'homme (Elliot Stanley)

## Récompenses et nominations
- The Fall
  - 2014 : Broadcasting Press Guild Awards : meilleur espoir dans une série télévisée dramatique
  - Irish Film and Television Awards 2014 : meilleur acteur dans une série télévisée dramatique
  - Irish Film and Television Awards 2014 : meilleur espoir de l'année dans une série télévisée dramatique
  - IMDb 2014 : Top 10 des meilleurs espoirs de l'année 
  - Nomination au British Academy Television Awards 2014 : Meilleur acteur dans une série télévisée dramatique pour
  - Nomination au Irish Film and Television Awards 2015 : Meilleur acteur dans une série télévisée dramatique
  - Nomination au C12 International Drama Award : meilleur acteur dans une série télévisée dramatique
  - Nomination au GQ Men of the Year Award 2014 : meilleur espoir
  - Nomination au National Television Awards 2016 : meilleur acteur dans une série dramatique
  - Nomination au National Television Awards 2017 : meilleur acteur dans une série dramatique
- Cinquante Nuances plus claires
  - People's Choice Awards : Star masculine de l'année
- Opération Anthropoid
  - Nomination au British Independent Film Awards 2016 : meilleur acteur dans un second rôle
  - Nomination au Lion tchèque 2016 : meilleur acteur dans un second rôle
  - Nomination au National Film Awards UK 2017 : meilleur acteur dans un second rôle

Jadotville
- - Nomination au Irish Film and Television Awards 2017 : meilleur acteur
- Barb and Star Go to Vista Del Mar
  - Lost Weekend Robot Awards 2021 : meilleur acteur dans un second rôle
  - Nomination au Denver Film Festival Awards 2021 : Prix d'interprétation d'excellence
  - Nomination au San Diego Film Critics Society 2021 - meilleur acteur dans une comédie
  - Nomination au Indiana Film Journalists Association 2021 : meilleur acteur dans un second rôle
  - Nomination au VHS Cut Film Society Awards 2022 : meilleur acteur dans un second rôle
- Belfast
  - Capri Hollywood International Film Festival Awards 2022 : meilleur acteur dans un second rôle
  - Golden Guy Awards 2022 : meilleur acteur dans un second rôle
  - Sunset Circle Awards 2022 : meilleur acteur dans un second rôle
  - Nomination au Cinemania World Awards 2022 : meilleur acteur dans un second rôle
  - Nomination au Festival international du film de Palm Springs 2021 : meilleur acteur dans un second rôle
  - Nomination au Napa Valley Film Festival Awards 2022 : meilleur acteur dans un second rôle
  - Nomination au Satellite Awards 2021 : meilleur acteur dans un second rôle
  - Nomination au Oscar Wilde Award 2021 : meilleur acteur dans un second rôle
  - Nomination au AACTA International Awards 2021 : meilleur acteur dans un second rôle
  - Nomination au Golden Globes 2022 : Golden Globe du meilleur acteur dans un second rôle
  - Nomination au Denver Film Festival Awards 2021 : Prix d'interprétation d'excellence
  - Nomination au Washington D.C. Area Film Critics Association : meilleur acteur dans un second rôle
  - Nomination au Iowa Film Critics Society : 2e place du prix du meilleur acteur dans un second rôle
  - Nomination au Hollywood Critics Association : meilleur acteur dans un second rôle
  - Nomination au Hawaii Film Critics Society : meilleur acteur dans un second rôle
  - Nomination au Florida Film Critics Circle : meilleur acteur dans un second rôle
  - Nomination au Critics' Choice Movie Awards : meilleur acteur dans un second rôle
  - Nomination au Alliance of Women Film Journalists : meilleur acteur dans un second rôle
  - Nomination au Washington D.C. Area Film Critics Association : meilleure performance pour un ensemble d'acteurs
  - Nomination au St. Louis Film Critics Association : meilleure performance pour un ensemble d'acteurs
  - Nomination au Online Association of Female Film Critics : meilleure performance pour un ensemble d'acteurs
  - Nomination au Music City Film Critics Society : meilleure performance pour un ensemble d'acteurs
  - Nomination au Hollywood Critics Association : meilleure performance pour un ensemble d'acteurs
  - Nomination au Houston Film Critics Society : meilleure performance pour un ensemble d'acteurs
  - Nomination au Critics' Choice Movie Awards : meilleure performance pour un ensemble d'acteurs
  - Nomination au Screen Actors Guild Awards : meilleure performance pour un ensemble d'acteurs

## Voix francophones

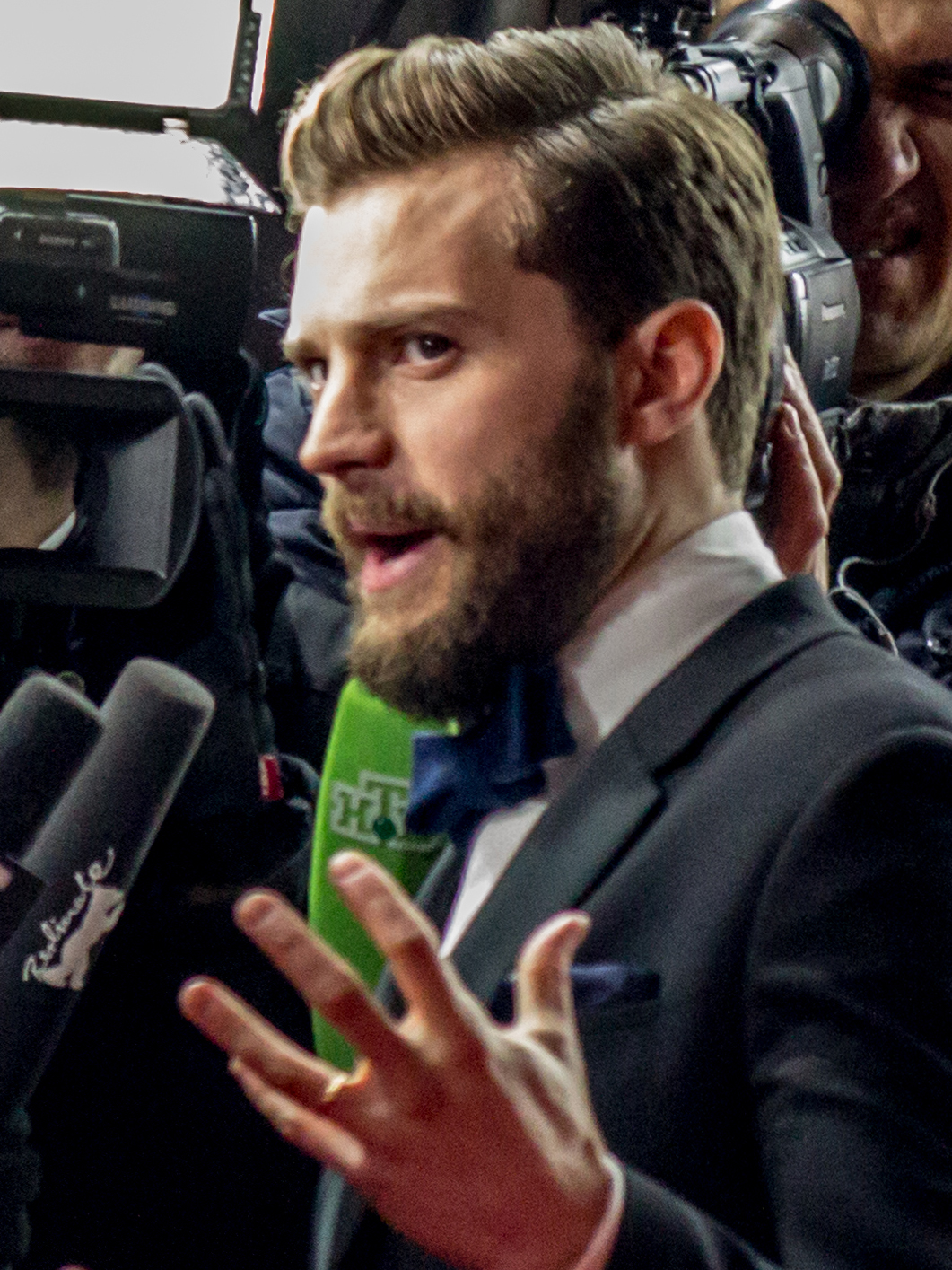
Jamie dornan: en voix francophones

En version française, Jamie Dornan est dans un premier temps doublé par Jean-Christophe Laurier dans Marie-Antoinette et par Adrien Larmande dans Once Upon a Time. Entre 2013 et 2016, Axel Kiener devient sa première voix régulière, le doublant dans  The Fall', L'Amour à vol d'oiseau, Jadotville et Opération Anthropoid.
Depuis le premier volet de la trilogie Cinquante Nuances sorti en 2015, Valentin Merlet devient sa nouvelle voix régulière. Il le retrouve dans La Neuvième Vie de Louis Drax, My Dinner with Hervé, Robin des Bois, Love Again, Synchronic, Belfast et la série The Tourist. En parallèle, Benjamin Penamaria double l'acteur dans cette même série mais sur un doublage alternatif. Axel Kiener le retrouvera toutefois en 2023  avec le film Agent Stone.
En version québécoise, Éric Bruneau le double dans Cinquante Nuances de Grey.